# جائزة بريطانيا الكبرى للدراجات النارية 1978
جائزة بريطانيا الكبرى للدراجات النارية 1978 هو سباق دراجات نارية أقيم بتاريخ 5–6 أغسطس 1978 في حلبة سلفرستون. كان الجولة العاشرة من أصل 13 في سباق الجائزة الكبرى للدراجات النارية موسم 1978. فاز الأمريكي كيني روبرتس بفئة 500 سي سي.

## وصلات خارجية
- الموقع الرسمي